# Campionat d'escacs de Dinamarca
El Campionat d'escacs de Dinamarca és el campionat d'escacs celebrat per determinar el campió nacional danès. Es va celebrar per primer cop el 1910, organitzat per la Unió Escaquística de Dinamarca, però fou només a partir de 1922 quan s'atorgà de manera oficial el títol de Campió de Dinamarca, ja que aquell any va ser el primer en què també hi participaren els jugadors de Copenhaguen.

## Història
El 1949 Poul Hage i Bjørn Nielsen acabaren empatats, però en Nielsen va morir abans de celebrar-se el play-off. El 1950 Hage va acabar empatat amb Jens Enevoldsen, però aquesta vegada el guanyador va ser decidit per sorteig.

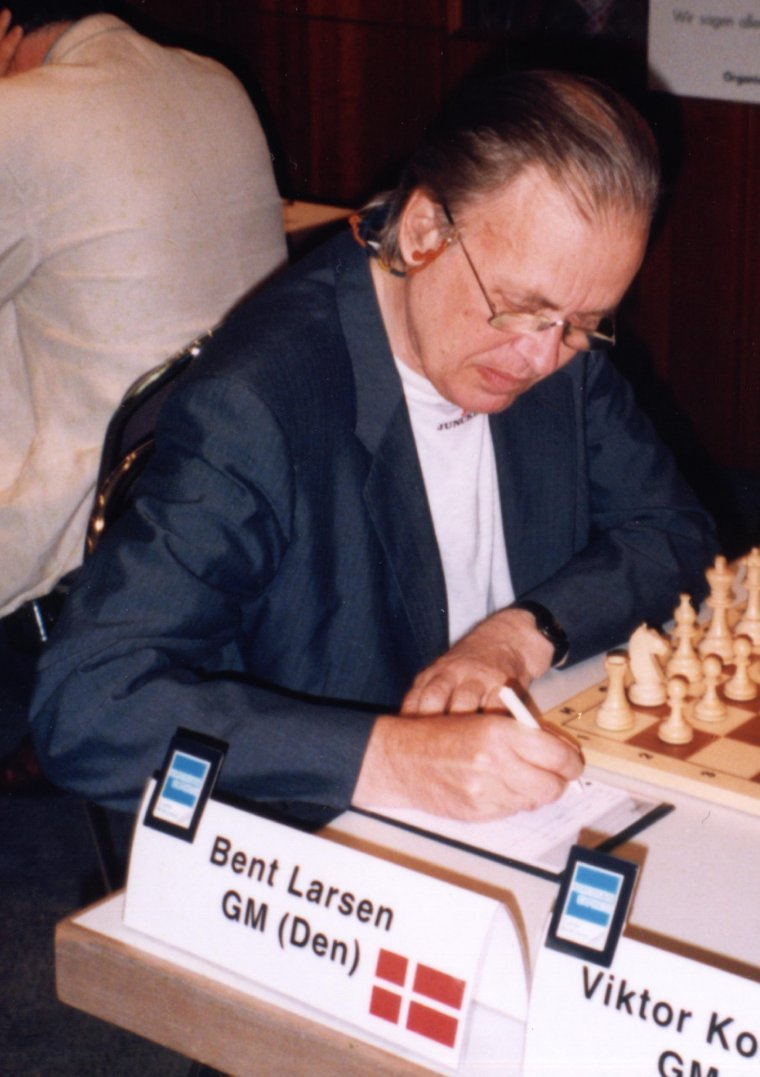
GM Bent Larsen, el millor jugador danès de tots els temps, va ser 6 cops Campió de Dinamarca

El campionat de 1997 fou un torneig round-robin de deu jugadors celebrat a Esbjerg entre els dies 22 a 30 de març. El quadre incloïa sis GM, i la mitjana d'Elo fou de 2487, cosa que en feia un torneig de categoria 10 de la FIDE. Lars Bo Hansen guanyà amb 6.0/9, i fou l'únic jugador que no va perdre cap partida. Empatats al segon lloc amb 5.5 punts acabaren Curt Hansen, Bent Larsen, i Peter Heine Nielsen, tots ells GMs.
El campionat de 1999 Championship 1997 fou un torneig round-robin de deu jugadors celebrat a Aarhus, a partir del 27 de març. Peter Heine Nielsen i Sune Berg Hansen empataren amb 6.5/9, però Nielsen guanyà el desempat.
El campionat de 2000 va començar com un torneig round-robin de deu jugadors, però Bent Larsen (de 65 anys) va haver de retirar-se per problemes de salut, de manera que les partides que no disputà no computaren. El campionat, celebrat entre el 15 i el 24 d'abril a Aalborg, el guanyà Curt Hansen amb 6.0/8, mig punt per sobre de Peter Heine Nielsen. Ambdós acabaren sense cap derrota, però Hansen tenia una victòria més.
El campionat de 2001 fou un torneig round-robin de deu jugadors celebrat a Nyborg entre el 7 i el 16 d'abril. El favorit, Peter Heine Nielsen, guanyà amb 7.0/9.
El campionat de 2001 fou un torneig round-robin de deu jugadors celebrat a Greve entre el 23 i el 31 de març. Sune Berg Hansen guanyà amb 6.5/9.
El campionat de 2003 fou un torneig round-robin de deu jugadors celebrat Horsens entre el 12 i el 20 d'abril. El favorit Peter Heine Nielsen guanyà amb 7.0/9, mig punt per damunt de Palo Davor, segon.
El campionat de 2004 fou un torneig eliminatori de 16 jugadors celebrat a Køge, entre el 4 i el 12 d'abril. Steffen Pedersen va guanyar Henrik El Kher a la final.
El campionat de 2005 fou un torneig eliminatori de 16 jugadors celebrat a Køge, entre el 20 i el 28 de març. Sune Berg Hansen guanyà Curt Hansen 2.5–1.5 a la final.
El campionat de 2006, celebrat entre el 8 i el 17 d'abril a Aalborg, fou organitzat com a torneig round robin de deu jugadors, per sistema Gladiador, en el qual només les partides guanyades computaven. Per tal de reduir el nombre de taules, totes les partides acabades en taules es jugaven novament amb els colors canviats i a ritmes de joc menors de 25 minuts + 10 segons per jugada. En cas de noves taules, les partides es jugaven novament a color canviat, a ritme ràpid, 10 minuts + 5 segonds per jugada, fins que s'assolís un resultat decisiu. Finalment, quedà campió Sune Berg Hansen, per davant de Nicolai Vesterbaek Pedersen, segon.
El campionat de 2007 fou un torneig a 9 rondes per sistema suís, amb 24 jugadors, celebrat a Aalborg, entre el 31 de març i el 8 d'abril. Sune Berg Hansen aconseguí defensar el seu títol guanyant el campionat per tercer cop consecutiu (i quart en total), amb 6.5/9. Empatat al segon lloc amb 6 punts, el Mestre de la FIDE Allan Stig Rasmussen va perdre l'oportunitat d'assolir la seva segona norma de GM per només mig punt.
El campionat de 2008 fou un torneig per sistema suís a 9 rondes, amb 20 jugadors, celebrat a Silkeborg, entre el 15 i el 23 de març. Peter Heine Nielsen guanyà amb 7 punts, en el que era el primer campionat en què participava en els darrers cinc anys. Lars Schandorff fou segon amb 6 punts. El campió anterior, Sune Berg Hansen empatà al tercer lloc amb 5½.

## Taula de guanyadors

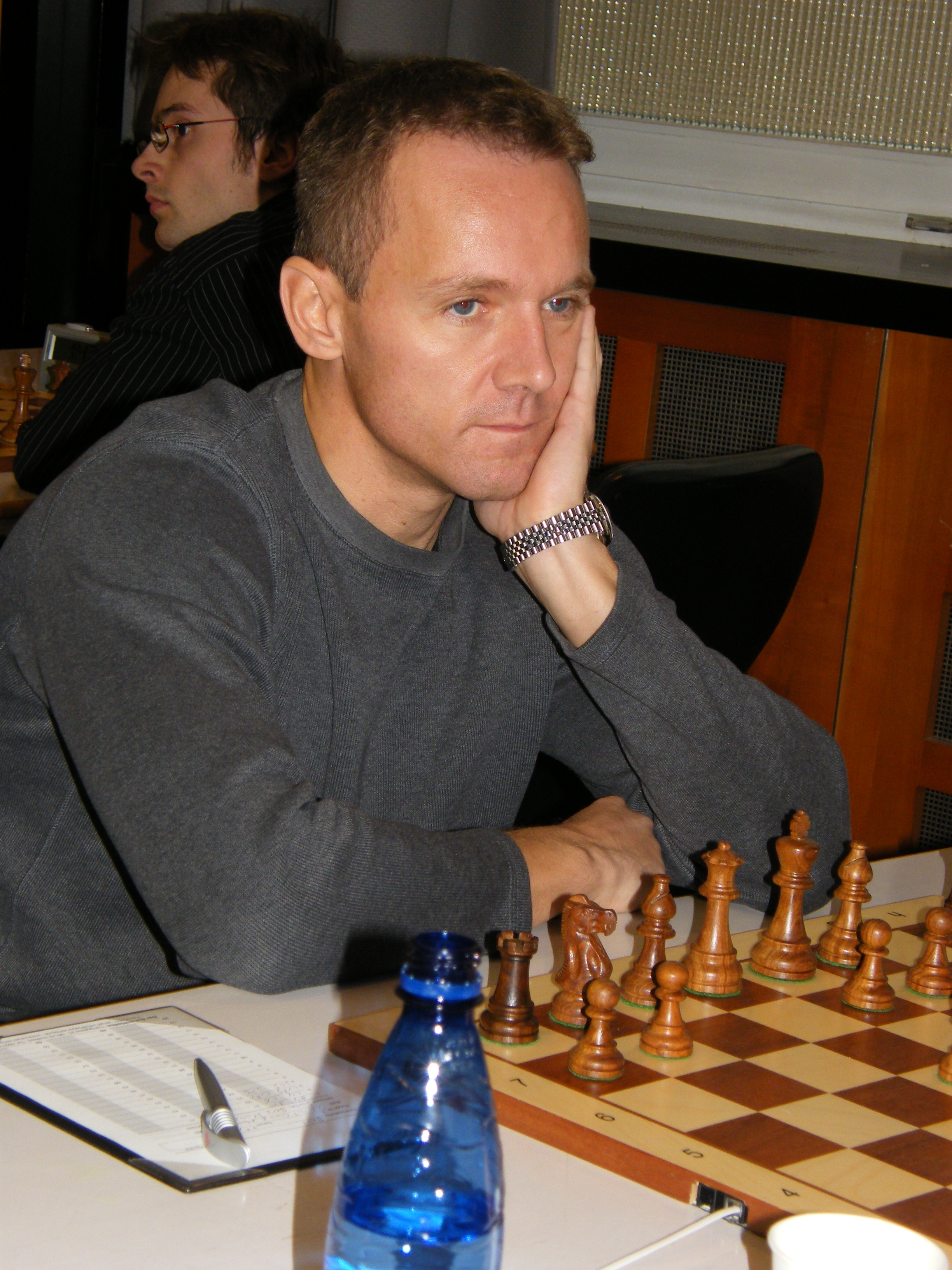
GM Sune Berg Hansen, 7 cops Campió de Dinamarca

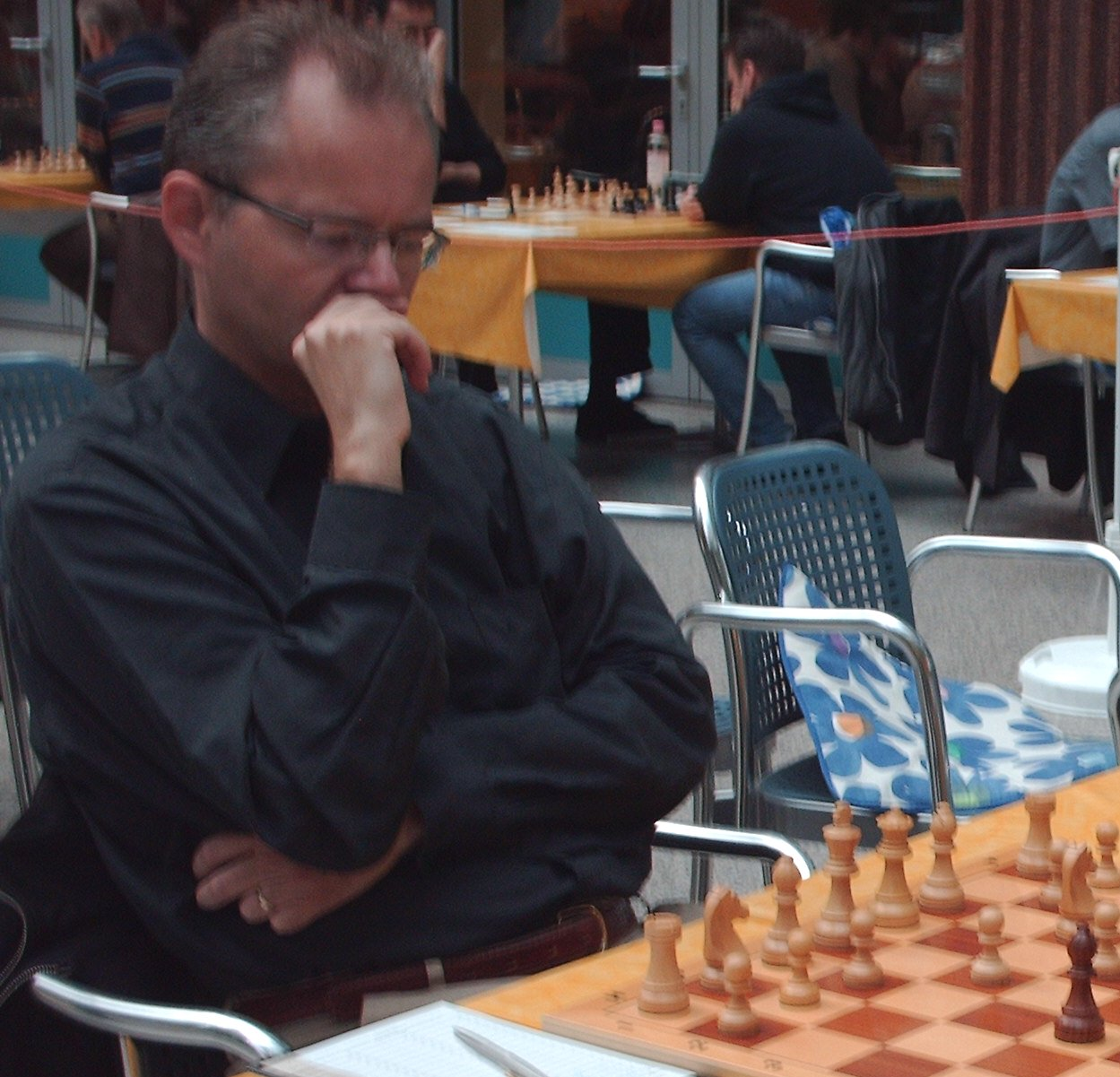
GM Curt Hansen, 6 cops Campió de Dinamarca

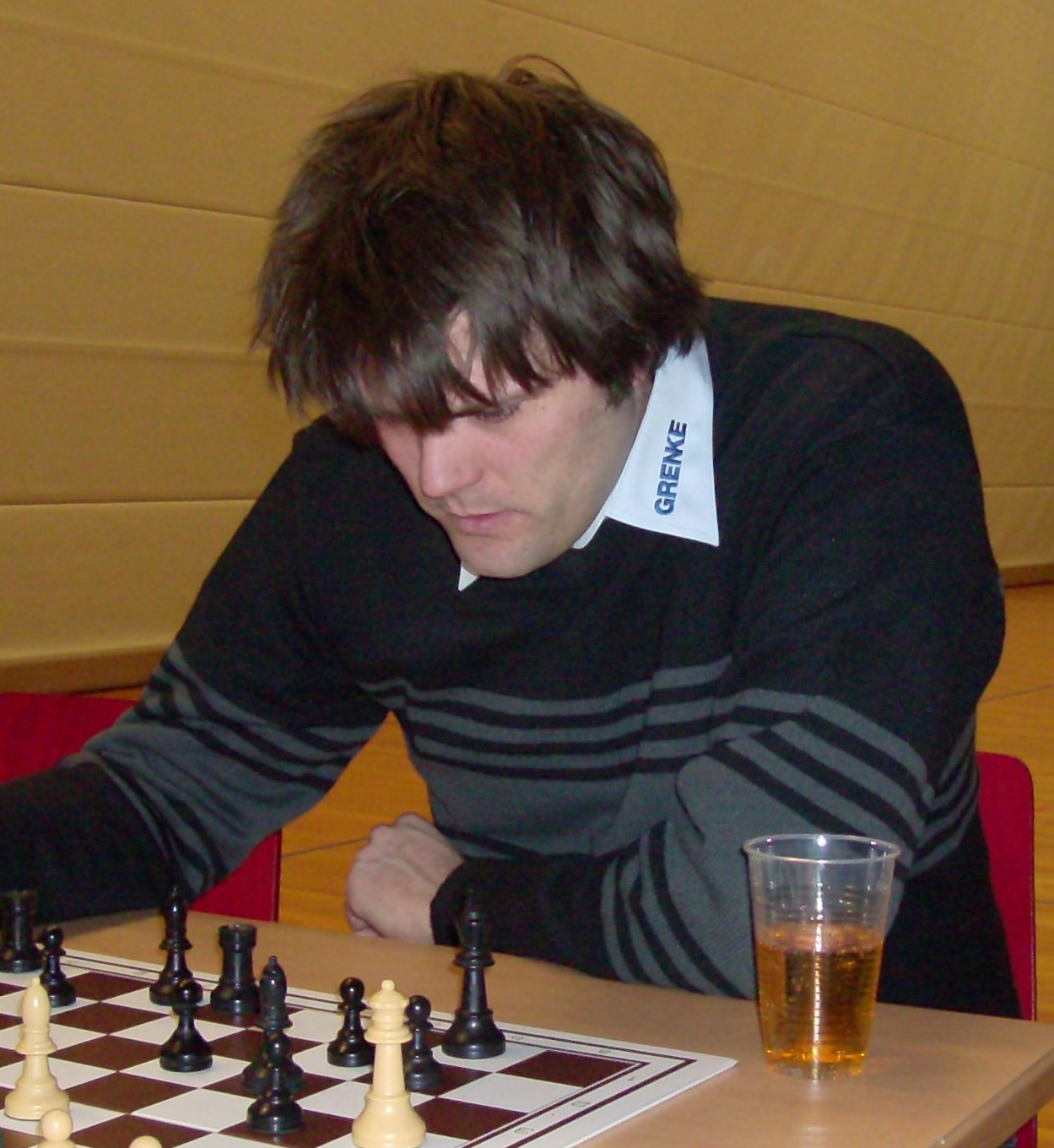
GM Peter Heine Nielsen, 5 cops Campió de Dinamarca

| Any      | Ciutat        | Campió                        | Campiona                             |
| -------- | ------------- | ----------------------------- | ------------------------------------ |
| 1910     | Randers       | Johannes Kruse                |                                      |
| 1911     | Odense        | Gyde Jørgensen                |                                      |
| 1912     | Lemvig        | M. Weye                       |                                      |
| 1913     | Slagelse      | Age Kier                      |                                      |
| 1914     | Aarhus        | Axel Salskov                  |                                      |
| 1915     | Horsens       | Johannes Giersing             |                                      |
| 1916     | Copenhaguen   | J. Juhl                       |                                      |
| 1917     | Grenaa        | Egil Jacobsen                 |                                      |
| 1918     | Nykøbing      | Liss Olof Karlsson            |                                      |
| 1919     | Middelfart    | Frederik Immanuel Weilbach    |                                      |
| 1920     | Aalborg       | Johannes Pedersen Hans Denver |                                      |
| 1921     | Roskilde      | F. Thomsen                    |                                      |
| 1922     | Copenhaguen   | Egil Jacobsen                 |                                      |
| 1923     | Copenhaguen   | Erik Andersen                 |                                      |
| 1924     | Randers       | Age Kier                      |                                      |
| 1925     | Aarhus        | Erik Andersen                 |                                      |
| 1926     | Sønderborg    | Erik Andersen                 |                                      |
| 1927     | Vordingborg   | Erik Andersen                 |                                      |
| 1928     | Horsens       | Jacob Erhard Wihjelm Gemzøe   |                                      |
| 1929     | Copenhaguen   | Erik Andersen                 |                                      |
| 1930     | Svendborg     | Erik Andersen                 |                                      |
| 1931     | Frederikshavn | Erik Andersen                 |                                      |
| 1932     | Esbjerg       | Erik Andersen                 |                                      |
| 1933     | Nakskov       | Erik Andersen                 |                                      |
| 1934     | Vejle         | Erik Andersen                 |                                      |
| 1935     | Copenhaguen   | Erik Andersen                 | I. Helene Thierry                    |
| 1936     | Herning       | Erik Andersen                 | II. Ingrid Larsen                    |
| 1937     | Odense        | Poul Hage                     | III. Ingrid Larsen                   |
| 1938     | Aalborg       | Poul Hage                     | IV. Ingrid Larsen                    |
| 1939     | Naestved      | Holger Norman-Hansen          | V. Ingrid Larsen                     |
| 1940     | Randers       | Jens Enevoldsen               | VI. Lydia Heesche                    |
| 1941     | Copenhaguen   | Bjørn Nielsen                 | VII. Lydia Heesche                   |
| 1942     | Nørresundby   | Bjørn Nielsen                 | VIII. Lydia Heesche                  |
| 1943     | Helsingør     | Jens Enevoldsen               | IX. Ingrid Larsen                    |
| 1944     | Odense        | Bjørn Nielsen                 | X. Ingrid Larsen                     |
| 1945     | Odense        | Christian Poulsen             | XI. Ingrid Larsen                    |
| 1946     | Nykøbing      | Bjørn Nielsen                 | XII. Ingrid Larsen                   |
| 1947     | Esbjerg       | Jens Enevoldsen               | XIII. Lis Grødde                     |
| 1948     | Aarhus        | Jens Enevoldsen               | XIV. Ingrid Larsen                   |
| 1949     | Copenhaguen   | Poul Hage                     | XV. Ingrid Larsen                    |
| 1950     | Aalborg       | Poul Hage                     | XVI. Gudrun Levald                   |
| 1951     | Odense        | Eigel Pedersen                | XVII. Antonina Enevoldsen            |
| 1952     | Herning       | Christian Poulsen             | XVIII. Merete Hollstein-Rathlou      |
| 1953     | Horsens       | Eigel Pedersen                | XIX. Ingrid Larsen                   |
| 1954     | Aarhus        | Bent Larsen                   | XX. Antonina Enevoldsen              |
| 1955     | Aalborg       | Bent Larsen                   | XXI. Emma Christensen                |
| 1956     | Copenhaguen   | Bent Larsen                   | XXII. Ingrid Larsen                  |
| 1957     | Odense        | Palle Ravn                    | XXIII. Ingrid Larsen                 |
| 1958     | Herning       | Børge Andersen                | XXIV. merete Haahr                   |
| 1959     | Aarhus        | Bent Larsen                   | XXV. Merete Haahr                    |
| 1960     | Aalborg       | Jens Enevoldsen               | XXVI. Ingrid Larsen                  |
| 1961     | Nykøbing      | Eigel Pedersen                | XXVII. Inger Johannesen              |
| 1962     | Copenhaguen   | Bent Kølvig                   | XXVIII. Merete Haahr                 |
| 1963     | Odense        | Bent Larsen                   | XXIX. Gudrun Levald                  |
| 1964     | Holstebro     | Bent Larsen                   | XXX. Inger Christensen               |
| 1965     | Aalborg       | Sejer Holm                    | XXXI. Ingrid Larsen                  |
| 1966     | Aarhus        | Bjørn Brinck-Claussen         | XXXII. Merete Haahr                  |
| 1967     | Vejle         | Børge Andersen                | XXXIII. Merete Haahr                 |
| 1968     | Copenhaguen   | Børge Andersen                | XXXIV. Antonina Enevoldsen           |
| 1969     | Odense        | Ole Jakobsen                  | XXXV. Ingrid Larsen                  |
| 1970     | Flensborg     | Bjørn Brinck-Claussen         | XXXVI. Merete Haahr                  |
| 1971     | Hjørring      | Ole Jakobsen                  |                                      |
| 1972     | Esbjerg       | Svend Hamann                  |                                      |
| 1973     | Copenhaguen   | Børge Andersen                |                                      |
| 1974     | Vejle         | Ulrik Rath                    | XXXVII. Nina Hølberg                 |
| 1975     | Odense        | Gert Iskov                    | XXXVIII. Merete Haahr                |
| 1976     | Aarhus        | Bo Jacobsen                   | XXXIX. Nina Høiberg                  |
| 1977     | Copenhaguen   | Bjørn Brinck-Claussen         | XL. Nina Høiberg                     |
| 1978     | Horsens       | Carsten Høi                   | XLI. Nina Høiberg                    |
| 1979     | Aalborg       | Jens Kristiansen              |                                      |
| 1980     | Odense        | Ole Jakobsen                  |                                      |
| 1981     | Aarhus        | Erling Mortensen              |                                      |
| 1982     | Vejle         | Jens Kristiansen              |                                      |
| 1983     | Copenhaguen   | Curt Hansen                   | XLII. Ingrid Larsen                  |
| 1984     | Aalborg       | Curt Hansen                   | XLIII. Lousie Fredericia             |
| 1985     | Naestved      | Curt Hansen                   | XLIV. Lousie Fredericia              |
| 1986     | Esbjerg       | Carsten Høi                   | XLV. Nina Høiberg                    |
| 1987     | Holstebro     | Erling Mortensen              | XLVI. Maj Theander                   |
| 1988     | Odense        | Lars Schandorff               | XLVII. Christine Jensen              |
| 1989     | Aalborg       | Erling Mortensen              | XLVIII. Malene Lastein               |
| 1990     | Randers       | Erik Pedersen                 | XLIX. Gitte Blicher Møller Jønshøj   |
| 1991     | Lyngby        | Erling Mortensen              | L. Nina Høiberg                      |
| 1992     | Aarhus        | Carsten Høi                   | LI. Nina Høiberg                     |
| 1993     | Tønder        | Lars Bo Hansen                | LII. Nina Høiberg                    |
| 1994     | Aalborg       | Curt Hansen                   |                                      |
| 1995     | Ringsted      | Jens Kristiansen              |                                      |
| 1996     | Randers       | Peter Heine Nielsen           |                                      |
| 1997     | Esbjerg       | Lars Bo Hansen                |                                      |
| 1998     | Taastrup      | Curt Hansen                   |                                      |
| 1999     | Aarhus        | Peter Heine Nielsen           |                                      |
| 2000     | Aalborg       | Curt Hansen                   |                                      |
| 2001     | Nyborg        | Peter Heine Nielsen           |                                      |
| 2002     | Greve         | Sune Berg Hansen              |                                      |
| 2003     | Horsens       | Peter Heine Nielsen           |                                      |
| 2004     | Køge          | Steffen Pedersen              |                                      |
| 2005     | Køge          | Sune Berg Hansen              |                                      |
| 2006     | Aalborg       | Sune Berg Hansen              |                                      |
| 2007     | Aalborg       | Sune Berg Hansen              |                                      |
| 2008     | Silkeborg     | Peter Heine Nielsen           |                                      |
| 2009     | Copenhaguen   | Sune Berg Hansen              |                                      |
| 2010     | Hillerød      | Allan Stig Rasmussen          |                                      |
| 2011     | Odense        | Allan Stig Rasmussen          |                                      |
| 2012     | Helsingor     | Sune Berg Hansen              |                                      |
| 2013[11] | Helsingor     | Davor Palo                    |                                      |
| 2014[12] | Skørping      | Allan Stig Rasmussen          |                                      |
| 2015[13] | Svendborg     | Sune Berg Hansen              | LIII. Sandra de Blecourt Dalsberg    |
| 2016[14] | Svendborg     | Mads Andersen                 | LIV. Ellen Fredericia Nilssen        |
| 2017     | Skørping      | Mads Andersen                 |                                      |
| 2018     | Svendborg     | Bjørn Møller Ochsner          |                                      |
| 2019     | Svendborg     | Allan Stig Rasmussen          | LV. Esmat Susanne Guindy             |
| 2020     | Svendborg     | Mads Andersen                 | LVI. Elen Kakulidis                  |
| 2021     | Svendborg     | Allan Stig Rasmussen          | LVII. Elena Gerassimovich Steffensen |
| 2022     | Svendborg     | Martin Haubro                 | LVIII. Louise Fredericia             |
| 2023     | Svendborg     | Boris Chatalbashev            | LIX. Ellen Fredericia Nilssen        |
| 2024     | Svendborg     | Boris Chatalbashev            |                                      |

## Campions d'escacs per correspondència
| #   | Anys      | Campió                             | * | #   | Anys      | Campió                            |
| --- | --------- | ---------------------------------- | - | --- | --------- | --------------------------------- |
| 30. | 1955-1957 | Axel Nielsen                       |   | 66. | 1991-1993 | Henrik Holmsgaard                 |
| 31. | 1956-1958 | Krapup Dinsen                      |   | 67. | 1992-1994 | Niels Jørgen Fries Nielsen        |
| 32. | 1957-1959 | Axel Nielsen                       |   | 68. | 1993-1995 | Jens Ove Fries Nielsen            |
| 33. | 1958-1960 | Axel Nielsen                       |   | 69. | 1994-1996 | Arne Bjørn Jørgensen              |
| 34. | 1959-1961 | Axel Nielsen                       |   | 70. | 1995-1997 | Arne Bjørn Jørgensen              |
| 35. | 1960-1962 | J. Christensen                     |   | 71. | 1996-1998 | Hans Tanggaard                    |
| 36. | 1961-1963 | Axel Nielsen                       |   | 72. | 1997-1999 | Bjørn Laursen                     |
| 37. | 1962-1964 | Axel Nielsen                       |   | 73. | 1998-2000 | Finn Kristensen                   |
| 38. | 1963-1965 | Axel Nielsen                       |   | 74. | 1999-2001 | Eskild Jørgensen                  |
| 39. | 1964-1966 | Axel Nielsen                       |   | 75. | 2000-2002 | Svend Erik Kramer                 |
| 40. | 1965-1967 | Gunnar Nielsen                     |   | 76. | 2001-2003 | Svend Erik Kramer                 |
| 41. | 1966-1968 | Gunnar Nielsen                     |   | 77. | 2002-2044 | Kaj Vermehren                     |
| 42. | 1967-1969 | P. Larsen                          |   | 78. | 2003-2004 | Torner Teimer                     |
| 43. | 1968-1970 | Axel Nielsen                       |   | 79. | 2004-2006 | Torner Teimer                     |
| 44. | 1969-1971 | Axel Nielsen                       |   | 80. | 2005-2007 | Tonny Christiansen                |
| 45. | 1970-1972 | Gunnar Nielsen                     |   | 81. | 2006-2008 | Søren Rud Ottesen                 |
| 46. | 1971-1973 | Jens Otto Pedersen                 |   | 82. | 2007-2009 | Søren Rud Ottesen                 |
| 47. | 1972-1974 | Johannse Brik Hansen               |   | 83. | 2008-2010 | Søren Rud Ottesen                 |
| 48. | 1973-1975 | Axel Nielsen                       |   | 84. | 2009-2011 | Claus Jensen                      |
| 49. | 1974-1976 | Arne Sorensen                      |   | 85. | 2010-2012 | Ejvind Jensen                     |
| 50. | 1975.1977 | Jens Christian Lund Carsten Hansen |   | 86. | 2011-2012 | Svend Nørrelykke                  |
| 51. | 1976-1978 | Sigfried From                      |   | 87. | 2012-2014 | Søren Rud Ottesen                 |
| 52. | 1977-1979 | Niels Granberg                     |   | 88. | 2013-2014 | Søren Rud Ottesen                 |
| 53. | 1978-1980 | Lars Hyldkrog                      |   | 89. | 2014–2016 | Svend Nørrelykke                  |
| 54. | 1979-1981 | Allan Poulsen                      |   | 90. | 2015-2016 | Brian Jørgen Jørgensen            |
| 55. | 1980-1982 | Erik Frederiksen                   |   | 91. | 2016-2017 | Maxim Konstantinov                |
| 56. | 1981-1983 | Niels Granberg                     |   | 92. | 2018-2019 | Lars Hyldkrog                     |
| 57. | 1982-1984 | Aage Ingerslev                     |   | 93. | 2019-2020 | Morten Møller Hansen Tommy Jensen |
| 58. | 1983-1985 | Hennings Nielsen                   |   | 94. | 2020      | Maxim Konstantinov                |
| 59. | 1984-1986 | Allan Poulsen                      |   | 95. | 2021      | Maxim Konstantinov                |
| 60. | 1985-1987 | Bent Christensen                   |   | 96. | 2022      | Michael Sørensen                  |
| 61. | 1986-1988 | Vagn Jensen                        |   | 97. | 2023      | Ali Araghi                        |
| 62. | 1987-1989 | Vagn Jensen                        |   | 98. | 2024      | Frank Vang, Ali Araghi            |
| 63. | 1988-1990 | Viggo Bové Quist                   |   |     |           |                                   |
| 64. | 1989-1991 | Niels Jørgen Fries Nielsen         |   |     |           |                                   |
| 65. | 1990-1992 | Sven Jardorf                       |   |     |           |                                   |